# Macromitrium glabratum
Macromitrium glabratum är en bladmossart som beskrevs av Brotherus in Herzog 1920. Macromitrium glabratum ingår i släktet Macromitrium och familjen Orthotrichaceae. Inga underarter finns listade i Catalogue of Life.